# Ivar Larson
Oscar Ivar Larson, född 20 juli 1880 i Ramnäs församling, Värmlands län, död 16 november 1956 i Stockholm, var en svensk bergsingenjör. Han var bror till Uno, John och Ernst Larson.
Larson, som var son till bruksägare Oscar Larson och Helena Karlsson, var efter mogenhetsexamen i Örebro 1899 elev vid Kungliga Tekniska högskolans avdelning för bergsvetenskap 1899–1902. Han var ingenjör vid Hallstahammars AB:s kraftverksbyggnader 1903–1904, vid Hallstahammars bruk 1904–1906, direktörsassistent i Svenska arbetsgivareföreningen 1906–1918, andre direktör och styrelseledamot 1918–1929, ledamot av förtroenderådet 1919–1947 och vice verkställande direktör 1929–1947.
Larson var styrelseledamot i Hallstahammars AB från 1906 (ordförande från 1930) och ordförande i nordiska fönsterglasbrukens permanenta kommitté 1915–1926. Han var ledamot av bestyrelsen för Svenska flaggans dag 1917–1940, av Sociala rådet 1921–1937, delegat vid internationella arbetskonferenserna i Genève 1923–1933, ledamot av arbetsfredsdelegationen 1926–1929, av de nordiska arbetsgivareföreningarnas permanenta utskott 1926–1947, av kommittén rörande arbetsfredsfrågan 1926–1927, av delegationen för det internationellt socialpolitiskt samarbete 1927–1948, av Arbetsdomstolen 1929–1948, av arbetsfredskommissionen 1929–1932, av styrelsen för Allmänna valmansförbundet i Stockholm 1929–1933, av styrelsen för föreningen för arbetarskydd 1929–1950 (vice ordförande 1939–1950), av internationella expertkommittén för fönsterglasindustrin 1930, styrelseordförande i Sveriges fönsterglasförbund 1933–1940, ledamot av arbetsmarknadskommittén 1936–1946, av semestersakkunniga 1936–1937, styrelseordförande Svenska chokladindustriförbundet 1938–1953 (hedersordförande 1953), ledamot av arbetarskyddskommittén 1938–1939, ordförande i kommittén för arbetshjälp åt Finland 1940–1941, styrelseledamot i svenska nationella kommittén för rationell organisation 1946–1947 och styrelseordförande i nordiska glasindustrins samarbetskommitté 1947–1953 (hedersordförande 1953).